# الجمعية الرياضية النسائية بجمال
الجمعية الرياضية النسائية بجمال (بالفرنسية: Association sportive féminine de Jemmal
)‏، هو نادي كرة سلة تونسي للمحترفين، يقع مقره في مدينة جمال في تونس. ينافس في بطولة تونس لكرة السلة للسيدات، الدرجة الأعلى للدوري في تونس، وحقق اللقب المحلي مرتين، و يمثل تونس في المنافسات القارية والدولية.

## سجل ألقاب النادي لكرة السلة
- البطولة التونسية للسيدات  (2) : 2017، 2023.
- كأس السلة للسيدات (0) :

♦ الدور النهائي  (1) : 2023.

## وصلات خارجية
- صفحة الجمعية الرياضية النسائية بجمال على موقع كوووة.
- الموقع الرسمي للجامعة التونسية لكرة السلة.